# Hieracium angustatum
Hieracium angustatum es una especie de planta con flor del género Hieracium, de la familia Asteraceae, orden Asterales.

## Distribución
Hieracium angustatum se distribuye por Inglaterra y Noruega.

## Taxonomía
Fue descrita científicamente por (Lindeb.) Lindeb. Fue publicada en Norges Hierac.: 30 (1874).